# Брідок (притока Серету)
Брідо́к (Руда) — річка в Україні, в межах Тернопільського району Тернопільської області. Права притока Серету (басейн Дністра).
У селах Домаморич, Забойки, Почапинці річку назвивають Руда, в Буцневі місцева назва — Брудок.
Довжина 18 км, площа басейну 85 км², похил річки 3,2 м/км. Витікає із джерел, що на північний захід від села Домаморич. Тече на південний схід, впадає в Серет у селі Буцнів.
Протікає через села Забойки, Почапинці, Драганівку.